# Gare de Courthézon
La gare de Courthézon est une gare ferroviaire française de la ligne de Paris-Lyon à Marseille-Saint-Charles, située sur le territoire de la commune de Courthézon, dans le département de Vaucluse, en région Provence-Alpes-Côte d'Azur.
Elle est mise en service en 1854 par la Compagnie du chemin de fer de Lyon à la Méditerranée (LM). C'est une halte de la Société nationale des chemins de fer français (SNCF) du réseau TER PACA desservie par des trains régionaux.

## Situation ferroviaire
La gare de Courthézon est située au point kilométrique (PK) 721,691 de la ligne de Paris-Lyon à Marseille-Saint-Charles. Son altitude est de 41 m.

## Histoire
La station de Courthézon est mise en service le 29 juin 1854 par la LM, lorsqu'elle ouvre à l'exploitation la section d'Avignon à Valence de sa ligne de Lyon à Avignon.
La « gare de Courthézon » figure dans la nomenclature 1911 des gares, stations et haltes, de la Compagnie des chemins de fer de Paris à Lyon et à la Méditerranée (PLM). Elle porte le no 11 de la ligne de Paris à Marseille et à Vintimille. C'est une gare qui dispose des services complets, de la grande vitesse (GV) et de la petite vitesse (PV), « à l'exclusion des chevaux chargé dans des wagons-écuries s'ouvrant en bout et des voitures à 4 roues à deux fonds et à deux banquettes dans l'intérieur, omnibus, diligences, etc. ».

## Service des voyageurs

### Accueil
Halte SNCF, c'est un point d'arrêt non géré (PANG) à accès libre. Elle dispose d'un automate pour l'achat de titres de transport TER.

### Desserte
Courthézon, est une halte régionale du réseau TER PACA, elle est desservie par des trains de la relation de Avignon-Centre à Valence-Ville, ou Lyon-Perrache, ou Lyon-Part-Dieu.

### Intermodalité
Le stationnement des véhicules est possible à proximité.

## Patrimoine ferroviaire
Elle a conservé son bâtiment voyageurs d'origine. Bâti en 1854, il est conçu suivant un modèle type de la LM.